# Neil Hope
Neil Hope, född 24 september 1972 i Toronto, Ontario, död 25 november 2007 i Hamilton, Ontario, var en kanadensisk skådespelare. Han är känd i rollen som Derek "Wheels" Wheeler i Degrassi Junior High, Degrassi High och Degrassi High: Nu börjar livet. Neil Hope dog av en hjärtinfarkt.